# Norges kvinnelobby
Norges kvinnelobby (NKL) är en paraplyorganisation för norsk kvinnorörelse som arbetar för alla flickors och kvinnors mänskliga rättigheter och ett jämställt samhälle. Den bildades 2014 och består av 10 medlemsorganisationer. NKL är inkluderande och "har till uppgift att representera alla som identifierar sig som flickor och kvinnor." Verksamheten utgår från Kvinnokonventionen, handlingsplanen Beijing Platform for Action och andra internationella överenskommelser om kvinnors mänskliga rättigheter. NKL har uttalat att "NKL förstår diskriminering av flickor och kvinnor i ett intersektionellt perspektiv och är emot bland annat rasism, homofobi, transfobi och funktionsdiskriminering."

## Historia
Norges kvinnelobby bildades av åtta rikstäckande norska kvinnoorganisationer och flera experter den 27 januari 2014 efter initiativ från Norsk Kvinnesaksforening (NKF) föregående sommar. Bakom initiativet stod de tre NKF-ledarna Margunn Bjørnholt, Karin M. Bruzelius och Torild Skard. Inrättandet av Norges kvinnelobby som ett forum för organisationer som arbetar med kvinnor och genusfrågor var i linje med rekommendationerna från det regeringsutsedda Jämställdhetsutskottet.
Den första ordföranden för Norges kvinnelobby var professor Margunn Bjørnholt (2014–2016). Hon följdes av advokaten Gunhild Vehusheia (2016–2017). Professor i juridik Ragnhild Hennum, prorektor vid Universitetet i Oslo, valdes 2017 till ordförande.
NKL har uttalat att "flickors och kvinnors mänskliga rättigheter kan bara uppnås om vi kämpar för alla flickor och kvinnor", att "NKL förstår diskriminering av flickor och kvinnor i ett intersektionellt perspektiv och är emot bland annat rasism, homofobi, transfobi och funktionsdiskriminering," och at "flickor och kvinnor med transbakgrund en särskilt utsatt grupp. Därför har vi alla ett ansvar att inte bidra till avhumanisering och marginalisering – i ett klimat av ökande hat och diskriminering." NKF stödde 2015/2016 Lov om endring av juridisk kjønn. Professor i juridik, expert på Kvinnokonventionen och ledamot av NKL:s expertkommitté Anne Hellum har uttalat att "[CEDAW-]-kommitténs förståelse av kvinnors kön som en komplex och flerdimensionell kategori innebär att både lesbiska och transpersoner omfattas av konventionsskyddet." 2021 arrangerade NKF:s moderorganisation, IAW, ett evenemang tillsammans med NKF:s isländska systerorganisation om hur kvinnorörelsen kunde motverka "antitransröster [som] blir allt högre och [som] hotar feministisk solidaritet." NKF:s största avdelning, Oslo Kvinnesaksforening, sa att "anti-gender-rörelsen arbetar nu systematiskt i ett antal länder och i flera internationella forum för att undergräva rättigheterna för både kvinnor och sexuella minoriteter" och att föreningen "står i solidaritet med internationella kvinno- och HBTQ+-organisationer i kampen mot dessa motgångar."

## Medlemmar
- Norsk Kvinnesaksforening
- Norske Kvinners Sanitetsforening
- Norske kvinnelige juristers forening
- MiRA Ressurssenter for innvandrer- og flyktningkvinner
- Juridisk rådgivning for kvinner
- Krisesentersekretariatet
- Sámi NissonForum/Samisk KvinneForum
- Kvinneuniversitetet i Norden
- Kvinnefronten
- Kvinnegruppa Ottar
- Internationella kvinnoförbundet för fred och frihet Norge